# Shania Lazo
Shania Céline Alisson Lazo Quiroz (Carmen de La Legua-Reynoso, Callao, 3 de marzo de 1999) es una cantante peruana de cumbia urbana, Actualmente es solista en el grupo Shania Lazo & Orquesta. 

## Biografía

### Primeros años
Shania Celine Alisson Lazo Quiroz nació el 3 de marzo de 1999 en el Distrito de Carmen de La Legua-Reynoso en la Provincia constitucional del Callao, proveniente de una Familia de Músicos, su padre Christian Lazo Productor musical que lanzo a la fama a muchos artistas como Micheille Soifer, Daniela Darcourt, Jair Mendoza, Johnny Lau, Andrea Torres, Kiara Franco, entre otros.
Lazo inicio su carrera musical desde muy niña participando en un Programa de televisión llamado La voz Kids transmitido por Latina Televisión, esta fue una oportunidad crucial para el despegue de su carrera musical como Solista. 

### Shania Lazo Orquesta
Ala edad de 19 años, Shania, lidero su propia Agrupación musical de Cumbia llamado Shania Lazo & Orquesta donde interpreto temas como Mix pandora,  La mejor version de mi, Colegiala, logrando alcanzar el top 20 de las escuchadas a nivel Nacional. Su primer Sencillo como Solista fue el tema "22" grabado junto con Thamara Gómez, tema grabado por la Cantante Argentina Tini Stoessel, este éxito la consolido en el género de la Cumbia Urbana.

### Puro Sentimiento
En el 2022 Shania anuncia su ingreso a la Agrupación musical Puro Sentimiento tras la salida de Isabel Enriquez de los Escenarios. Junto al Grupo realizaron diferentes Presentaciones a nivel Nacional como en Programas de televisión. En el 2023, Lazo anunció su salida de Puro Sentimiento donde era una de las voces principales. Dicha decisión fue tomada para enfocarse en su carrera como Solista y en su próxima participación en el Programa de televisión llamado La voz generaciones.

## Discografía

### Canciones en Solista
- 1+1 = 2 Enamorados (Shania Lazo ft. Stefano Grande)[8]
- Si Te Vas Que Haré
- Júrame
- Yo Soy para Ti
- Colegiala
- Homenaje a José José
- Hawái (Shania Lazo ft. Los Guevara Orquesta)
- Mix Noa Noa
- Tusa
- Mix Pandora
- 22 (Shania Lazo ft. Thamara Gómez)[3]
- Cobarde (Shania Lazo ft. Briyit Palomino)[9]
- Amor a Primera Vista (Shania Lazo ft. Max Castro)[10]
- Lindo Pero Bruto
- Prefiero Ser Su Amante (Shania Lazo ft. Estrella Torres)[11]

### Canciones con Puro Sentimiento
- Mix aroma
- Me sobran las palabras
- Heridas de amor